# St. James (Nova York)
St. James és una concentració de població designada pel cens dels Estats Units a l'estat de Nova York. Segons el cens del 2000 tenia 13.268 habitants.

## Demografia
Segons el cens del 2000, St. James tenia 13.268 habitants, 4.555 habitatges, i 3.466 famílies. La densitat de població era de 1.128,4 habitants per km².
Dels 4.555 habitatges en un 36,6% hi vivien nens de menys de 18 anys, en un 66,5% hi vivien parelles casades, en un 7,2% dones solteres, i en un 23,9% no eren unitats familiars. En el 20,6% dels habitatges hi vivien persones soles el 13,3% de les quals corresponia a persones de 65 anys o més que vivien soles. El nombre mitjà de persones vivint en cada habitatge era de 2,81 i el nombre mitjà de persones que vivien en cada família era de 3,27.
Per edats la població es repartia de la següent manera: un 25,9% tenia menys de 18 anys, un 5% entre 18 i 24, un 29,8% entre 25 i 44, un 21,2% de 45 a 60 i un 18,1% 65 anys o més.
L'edat mediana era de 39 anys. Per cada 100 dones de 18 o més anys hi havia 82,6 homes.
La renda mediana per habitatge era de 71.144 $ i la renda mediana per família de 82.291 $. Els homes tenien una renda mediana de 59.018 $ mentre que les dones 38.103 $. La renda per capita de la població era de 29.643 $. Entorn de l'1,6% de les famílies i el 2,6% de la població estaven per davall del llindar de pobresa.

## Poblacions més properes
El següent diagrama mostra les poblacions més properes.